# Cratere Colón
Colón  è un cratere sulla superficie di Marte.